# Fausto Gabriel Trávez Trávez
Fausto Gabriel Trávez Trávez (Toacaso, 8 marzo 1941) è un arcivescovo cattolico ecuadoriano, dal 5 aprile 2019 arcivescovo emerito di Quito.

## Biografia
Monsignor Fausto Gabriel Trávez Trávez è nato a Toacazo, una parrocchia rurale nel nord del cantone di Latacunga, nella provincia del Cotopaxi, l'8 marzo 1941.

### Formazione e ministero sacerdotale
Ha completato la sua istruzione primaria e secondaria presso il Collegio Serafico di Guapulo a Quito e poi è entrato nello studentato francescano della stessa città, dove ha studiato filosofia e teologia. L'8 settembre 1960 è divenuto novizio francescano. Ha proseguito gli studi superiori all'Università di San Buenaventura a Bogotà in Colombia. Il 15 ottobre 1965 ha emesso la professione solenne.
Il 12 dicembre 1970 è stato ordinato presbitero. In seguito è stato incaricato del "Movimento Juvenil Franciscano" da lui fondato a Quito nel 1969; membro del definitorio provinciale; maestro dello studentato francescano; superiore; parroco di una parrocchia nella diocesi di Ambato; ministro provinciale; presidente della "Unión de Conferencias Latinoamericanas Franciscanas" e della "Conferencia Franciscana Bolivariana". Nel 1982 ha fondato la rivista Misioneras Franciscana de la Juventud.

### Ministero episcopale
Il 1º febbraio 2003 papa Giovanni Paolo II lo ha nominato vicario apostolico di Zamora e vescovo titolare di Sulletto. Ha ricevuto l'ordinazione episcopale il 15 marzo successivo nella chiesa di San Francesco a Quito dall'arcivescovo Alain Paul Charles Lebeaupin, nunzio apostolico in Ecuador, co-consacranti l'arcivescovo metropolita di Cuenca Vicente Rodrigo Cisneros Durán e il vicario apostolico emerito Serafín Luis Alberto Cartagena Ocaña.
Il 27 marzo 2008 papa Benedetto XVI lo ha nominato vescovo di Babahoyo. Ha preso possesso della diocesi il 24 maggio successivo.
Nell'ottobre del 2008 ha compiuto la visita ad limina.
L'11 settembre 2010 lo stesso papa Benedetto XVI lo ha nominato arcivescovo metropolita di Quito e primate dell'Ecuador. Ha preso possesso dell'arcidiocesi il 22 ottobre successivo. Il 29 giugno il papa gli ha imposto il pallio, simbolo degli arcivescovi metropoliti, durante una celebrazione svoltasi nella basilica di San Pietro in Vaticano.
Nel settembre del 2017 ha compiuto una seconda visita ad limina.
In seno alla Conferenza episcopale dell'Ecuador è stato membro della commissione per i laici dal 2001 al 2008 e membro della commissione per il magistero della Chiesa e presidente della commissione per le missioni dal 2005 al 2008. Dall'8 maggio 2014 è presidente della stessa Conferenza. Come tale ha accolto e accompagnato papa Francesco durante la visita che ha fatto in Ecuador tra il 5 e l'8 luglio 2015.
Il 5 aprile 2019 lo stesso papa Francesco ha accolto la sua rinuncia al governo pastorale dell'arcidiocesi di Quito per raggiunti limiti di età.

## Genealogia episcopale
La genealogia episcopale è:
- Cardinale Scipione Rebiba
- Cardinale Giulio Antonio Santori
- Cardinale Girolamo Bernerio, O.P.
- Arcivescovo Galeazzo Sanvitale
- Cardinale Ludovico Ludovisi
- Cardinale Luigi Caetani
- Cardinale Ulderico Carpegna
- Cardinale Paluzzo Paluzzi Altieri degli Albertoni
- Papa Benedetto XIII
- Papa Benedetto XIV
- Papa Clemente XIII
- Cardinale Enrico Benedetto Stuart
- Papa Leone XII
- Cardinale Chiarissimo Falconieri Mellini
- Cardinale Camillo Di Pietro
- Cardinale Mieczysław Halka Ledóchowski
- Cardinale Jan Maurycy Paweł Puzyna de Kosielsko
- Arcivescovo Józef Bilczewski
- Arcivescovo Bolesław Twardowski
- Arcivescovo Eugeniusz Baziak
- Papa Giovanni Paolo II
- Arcivescovo Alain Paul Charles Lebeaupin
- Arcivescovo Fausto Gabriel Trávez Trávez, O.F.M.